# 2,4-Dinitrofenol
O 2,4-dinitrofenol (DNP'), é um composto orgânico, nitroderivado, de fórmula C6H4N2O5. 
Trata-se de um sólido inodoro e de cor amarela. É utilizado no fabrico de tintas, conservantes de madeira, herbicidas, pesticidas e explosivos.
Os dinitrofenóis são uma classe de compostos, dos quais existem seis membros, isômeros de posição, que não ocorrem naturalmente e são todos sintéticos.
Não deve ser confundido com o radical 2,4-dinitrofenil da farmacologia e bioquímica, utilizado para a produção de vacinas e análises bioquímicas, também abreviado como DNP.
Durante os anos 30, o 2,4-DNP foi amplamente prescrito nos EUA como um fármaco para tratamento da obesidade. No entanto, no documento Federal Food, Drug and Cosmetic Act (EUA) de 1938, o 2,4-DNP foi descrito como uma substância "extremamente perigosa e imprópria para consumo humano" e o seu uso como fármaco foi proibido. Esta proibição surge no seguimento de relatos de efeitos adversos graves, como
o aparecimento de cataratas e hipertermia, que pode levar à morte .
O 2,4-DNP é, atualmente, vendido através da Internet sob diferentes designações. Os
produtos que se encontram disponíveis online estão maioritariamente direcionados para praticantes de culturismo, já que o 2,4-DNP favorece a perda de gordura mas mantém a massa muscular. É possível, através da Internet, adquirir grandes quantidades da substância, quer sob a forma de pó, comprimidos ou cápsulas.
É de salientar que, apesar de o 2,4-DNP ser publicitado como uma substância segura, os riscos da sua administração ultrapassam largamente os benefícios. O 2,4-DNP possui uma janela terapêutica muito estreita; isto é, o intervalo entre a dose “segura” e a
dose tóxica é muito pequeno, sendo assim extremamente fácil entrar num estado
de overdose .

## Risco para a saúde

### Como ficamos expostos?
A exposição ao 2,4-dinitrofenol pode ser acidental ou ocupacional, no caso de trabalhadores de empresas que usam ou produzem o composto, que incineram lixo/resíduos ou limpem locais onde este composto está presente. A exposição pode igualmente ocorrer através da contaminação ambiental.
Atualmente tem sido muito procurado com o objetivo de reduzir o peso/ massa gorda, sendo a
venda feita online de forma ilícita. 

### Efeitos na saúde
A intoxicação por 2,4-Dinitrofenol, independentemente da duração do período de exposição, pode levar ao aumento das taxas metabólicas basais o que se traduz em aumento da temperatura corporal,  fraqueza, mal-estar, dor de cabeça, aumento da transpiração, sede e dispneia, que pode evoluir para situações de hipertermia, perda de peso acentuada, com insuficiência respiratória e por fim morte  

## Mecanismo de Ação
É um veneno metabólico celular. Desacopla a fosforilação oxidativa através do transporte de prótons através da membrana mitocondrial, levando a um rápido consumo de energia sem a geração de ATP. O 2, 4 -dinitrofenol não interage diretamente com uma molécula alvo, mas exerce a sua ação influenciando negativamente o micro-ambiente biológico . Como este composto não exerce a sua ação sobre um alvo específico, os seus efeitos não se restringem ao tecido adiposo, onde a sua ação seria pretendida .
Este xenobiótico é um desacoplador protonofórico, que se dissocia nos seus protões fenólicos na matriz mitocondrial, levando à dissipação do gradiente de protões dirigido para o exterior através da membrana mitocondrial interna. Desta forma, a síntese de ATP é inibida por ocorrer alteração do fluxo de protões, que é a força motriz para a atividade da ATP-sintetase.  Além disso, também previne o uptake de fosfato inorgânico para a mitocôndria, que é necessário para a síntese de ATP, verificando-se acumulação dos iões fosfato no citosol das células 
O seu uso para a perda de peso prende-se com o facto de o 2,4-DNP
conduzir à incapacidade das células restabelecerem as reservas de energia e, consequentemente, aumentar o metabolismo .
Comporta-se como um indicador de pH, apresentando ponto de virada a pH 2,8 a 4,0, quando vira de incolor a amarelado, sendo usado em solução saturada em água.

## Perfil ADME

### Absorção
O 2,4-dinitrofenol é rapidamente adsorvido através do trato gastrointestinal, bem com pela pele e pulmões. O 2,4-dinitrofenol apresenta alguma lipofilidade com um pKa de 4,09 e é absorvido rapidamente por difusão passiva na forma não ionizada em zonas com pH ácido, como o estomago. O facto de apresentar baixo peso molecular (184,1 Da) favorece a sua absorção, nomeadamente através de canais transportadores de água localizados nas membranas celulares. Por via cutânea, verifica-se maior taxa de absorção quando este é vinculado num óleo do que quando está presente numa solução aquosa. A absorção via inalatória pode ocorrer quer por exposição ao composto na forma de pó ou na forma de vapor. Muitas vezes, quando um individuo é exposto via inalatória o composto também contacta com a pele, ocorrendo assim absorção por ambas as vias .

### Metabolização
O 2, 4-dinitrofenol é metabolizado por redução dos grupos amino, formando compostos com menor toxicidade.
As enzimas nitrorredutases podem ser encontradas maioritariamente no citosol das células e nos microssomas, verificando-se maior atividade destas enzimas  no citosol. Este processo de metabolização requer a presença de NADPH.  O o-nitrofenol inibe competitivamente a metabolização do 2, 4-DNP, sugerindo que competem pelo mesmo local ativo da enzima nitrorredutase. Alguns estudos indicam que o
2,4-DNP também pode ser conjugado com ácido glucurônico ou sulfato no fígado e, em seguida, ser excretado na urina . Após exposição ao 2,4-dinitrofenol, são encontrados na urina diferentes compostos resultantes do seu metabolismo, bem como o próprio composto, eliminado sem sofrer metabolização. Entre esses compostos, encontram-se o 2-amino-4-nitrofenol, 4-amino-2-nitrofenol, 2,4-diaminofenol e outros compostos de nitrogênio, que podem ser produtos de conjugação por glucoronidação. O 2-amino-4-nitrofenol é o metabolito encontrado geralmente em maior quantidade .
Verifica-se significativa variação metabólica individual, observando-se o aumento da taxa metabólica média de 11% para cada 100 mg de DNP, quando tomado regularmente . Estudos indicam que, quando exposição via oral, o tempo de semi-vida estimado é de 10,3 horas para o 2,4-DNP, para o 2-amino-4-nitrofenol de 46,2 horas e para o 4-amino-2-nitrofenol de 25,7 

### Distribuição
Estudos em animais mostraram que uma porção do 2,4-DNP circula ligado a proteínas plasmáticas, sendo que a fração livre pode chegar a todos os órgãos e tecidos, como o fígado, os rins e olhos, onde aí poderá exercer  os seus efeitos. Não ocorre armazenamento significativo deste xenobiótico nos tecidos após a absorção. O 2, 4-dinitrofenol apresenta capacidade de passar a barreira hematoaquosa entrando no humor aquoso, sendo responsável por efeitos cataratogênicos 

### Excreção
O 2, 4-DNP é eliminado preferencialmente através da urina. Estudos indicam que a excreção do composto ocorre por difusão passiva, havendo também evidências de eliminação ativa por transportadores de ácidos orgânicos ao nível renal.  O 2,4-dinitrofenol mostrou em estudos feitos em animais menor taxa de eliminação quando comparando com outros isómeros do dinitrofenol . Em pessoas expostas via inalatória, que apresentavam transpiração abundante, verificou-se coloração amarela na pele, indicando que o 2,4-DNP sofre eliminação através do suor .

### Síntese Orgânica do DNP
O DNP pode ser sintetizado partindo do fenol, de acordo com o mecanismo abaixo descrito: